# Melvin Capital
Melvin Capital Management L.P. är en amerikansk fondförvaltare tillika hedgefond som förvaltar ett kapital på åtta miljarder amerikanska dollar i slutet av januari månad 2021. De hade uppemot 12,5 miljarder dollar tidigare under månaden, men kapitalet minskades på grund av förluster kopplade till den uppmärksammade Gamestop-aktien.
Företaget grundades 2014 av Gabriel Plotkin efter att han lämnade Steven A. Cohen-kontrollerade hedgefonden S.A.C. Capital Advisors, i samband med att fonden anklagades för insiderbrott och nådde en uppgörelse om att betala totalt 1,8 miljarder i böter och skadestånd.
Melvin Capital har sitt huvudkontor i 535 Madison Avenue på Manhattan i New York.